# Kalmar Öland Airport
Kalmar Airport is een luchthaven in het zuidwesten van Zweden. De luchthaven ligt 5 km van Kalmar af.
De luchthaven was ooit in gebruik door de Zweedse luchtmacht.
De luchthaven is in bezit van de stad zelf.